# Clavariadelphus flavoimmaturus
Clavariadelphus flavoimmaturus är en svampart som beskrevs av R.H. Petersen 1974. Clavariadelphus flavoimmaturus ingår i släktet Clavariadelphus och familjen Clavariadelphaceae.   Inga underarter finns listade i Catalogue of Life.